# Комната в Нью-Йорке (картина Хоппера)
«Комната в Нью-Йорке» (англ. Room in New York) — картина американского художника-реалиста Эдварда Хоппера, написанная в 1932 году. В настоящее время находится в коллекции Музея искусств Шелдона (англ., Линкольн, штат Небраска). Предположительно, картина была вдохновлена проблесками освещенных интерьеров, увиденных художником в районе, где он жил, рядом с Вашингтон-сквер.